# Автомагістраль А131 (Франція)
Автомагістраль A131 — автомагістраль, що з’єднує Гавр (Приморська Сена) з Бурневілем (Ер), муніципалітетом, де вона з'єднується з A13. Він проходить через міст Танкарвіль і обслуговує портовий район Гавра.Ця автомагістраль є результатом злиття старої RN 182, перетвореної на автомагістраль між Бурневілем і Понт-де-Танкарвіль, і автомагістралі, що з'єднує Пон-де-Танкарвіль з Гавром, яка спочатку мала номер A 15.

## Особливості
- A131 стає національною на 3 км  у Tancarville
- На цих трьох кілометрах розташований міст Танкарвіль, який проходить через Сену
- Шосе повністю 2 × 2 смуги
- Довжина становить 33 км, не враховуючи Танкарвільського мосту
- Це шосе є безкоштовним по всій довжині, за винятком мосту Танкарвіль, який є платним[1].